# Rolando Garbey
Rolando Garbey (Santiago de Cuba, 19 de noviembre de 1947-La Habana, 16 de diciembre de 2023) fue un boxeador cubano. Compitió en la categoría de los 71 kg. 

## Trayectoria deportiva
Garbey participó en 3 olimpiadas, ganando la medalla de plata en los Juegos Olímpicos de México 1968, medalla de bronce en los Juegos Olímpicos de Montreal 1976 y obteniendo un quinto puesto en los Juegos Olímpicos de Múnich de 1972.
En 1974 fue campeón mundial amateur en la primera versión de este campeonato, celebrada en La Habana, Cuba.
Rolando Garbey ganó 3 medallas de oro, en su categoría, en las ediciones de 1967 en Winnipeg, Canadá, en Cali, Colombia en 1971 y en México en 1975 de los Juegos Panamericanos. El primer atleta latinoamericano en obtener este logro.
Tras su última participación olímpica, en 1976, Rolando Garbey se retira para dedicarse a la enseñanza del boxeo.

## Muerte
De acuerdo con Margarita Garbey, hija del laureado exboxeador cubano Rolando Garbey, su padre de 76 años de edad, falleció en La Habana a las ocho y cuarto de la noche de este sábado tras llevar días ingresado en el Hospital Hermanos Ameijeiras. La causa de muerte fueron dos paros debido a una peritonitis, después de una intervención quirúrgica. Por razones familiares el sepelio será el miércoles.